# 大衛·李維拉
大衛·李維拉（David Rivera；1965年9月16日—）是美國的一位政治人物。在2011年至2013年，他曾經擔任佛羅里達州第25選舉區選出的美國眾議院議員。他的黨籍是共和黨。李維拉出生在紐約，在1974年搬到佛羅里達。他畢業於佛羅里達國際大學。